# Duxbury (Massachusetts)
Duxbury ist eine Stadt (Town) im Plymouth County im US-Bundesstaat Massachusetts.
Das U.S. Census Bureau hat bei der Volkszählung 2020 eine Einwohnerzahl von 16.090 ermittelt.

## Geographie
Die Stadt liegt an der östlichen Küste der Duxbury Bay, die sich im Westen in die Cape Cod Bay erweitert. In einer Entfernung von 35 Kilometern im Süden befindet sich Wareham. Boston ist 55 Kilometer entfernt im Nordwesten. Die Massachusetts Route 3 verläuft mitten durch Duxbury.

## Geschichte
Die Gegend wurde bereits vor rund 12.000 Jahren von den Wampanoag bewohnt, die sich dort von der Jagd und vom Fischfang ernährten. Sie nannten den Ort Mattakessett mit der Bedeutung: „Ort vieler Fische“. Erste europäische Siedler, die Pilgerväter, ließen sich im Jahr 1620 nieder. Die offizielle Stadtgründung als Town of Duxham erfolgte 1637. Der Name wurde in Anlehnung an die Duxbury Hall in England gewählt, den Stammsitz der Siedlerfamilie Standish.
Im 17. und 18. Jahrhundert entwickelte sich der Ort zunächst zu einer ruhigen Gemeinde, die von der Land- und Fischereiwirtschaft lebte. Als zu Beginn des 19. Jahrhunderts die Schiffbauindustrie als neuer Industriezweig hinzukam, wuchs die Einwohnerzahl stark an. Bis zum Ende des Jahrhunderts wurden bereits 180 Schiffe in 20 verschiedenen Schiffswerften fertiggestellt, was zu großem Wohlstand in der Stadt führte. Viele prunkvolle Häuser wurden in dieser Zeit erbaut. Zu Ehren von Captain Myles Standish wurde zwischen 1872 und 1898 das Myles Standish Monument als Wahrzeichen für die Stadt errichtet. Als die Nachfrage nach Schiffen nachließ, erschloss der Ort als Ferienort und Altersruhesitz neue wirtschaftliche Möglichkeiten.
In neuerer Zeit gewinnt der Ort zunehmend im Tourismus an Attraktivität und wurde mit Angeboten in verschiedenen Wassersportarten und der Fischerei aktiv.
Einige historisch wertvolle Gebäude und Plätze, zum Großteil die Wohnhäuser ehemaliger Kapitäne, sind in der Liste der Einträge im National Register of Historic Places im Plymouth County (Massachusetts) aufgeführt. Dazu zählen: Old Shipbuilder's Historic District, King Caesar House, John and Priscilla Alden Family Sites, Captain Daniel Bradford House, Capt. Gamaliel Bradford House, Capt. Gershom Bradford House, First Parish Church, Pillsbury Summer House, Alexander Standish House, Tarkiln School, Wright Memorial Library und Myles Standish Burial Ground.

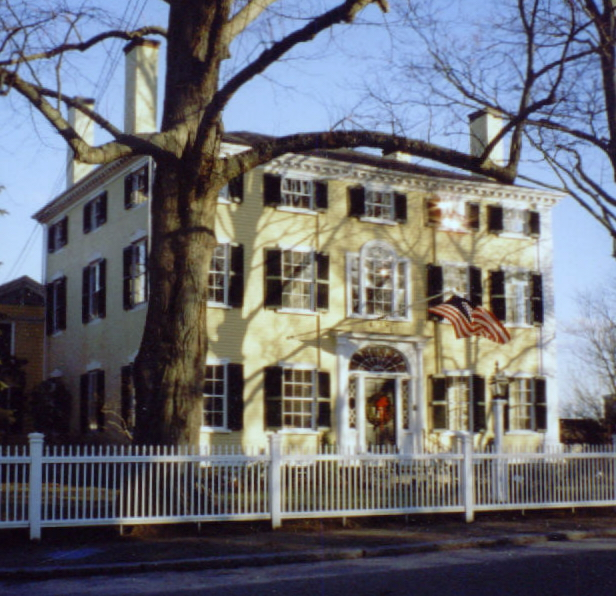
Old Shipbuilder's Historic District
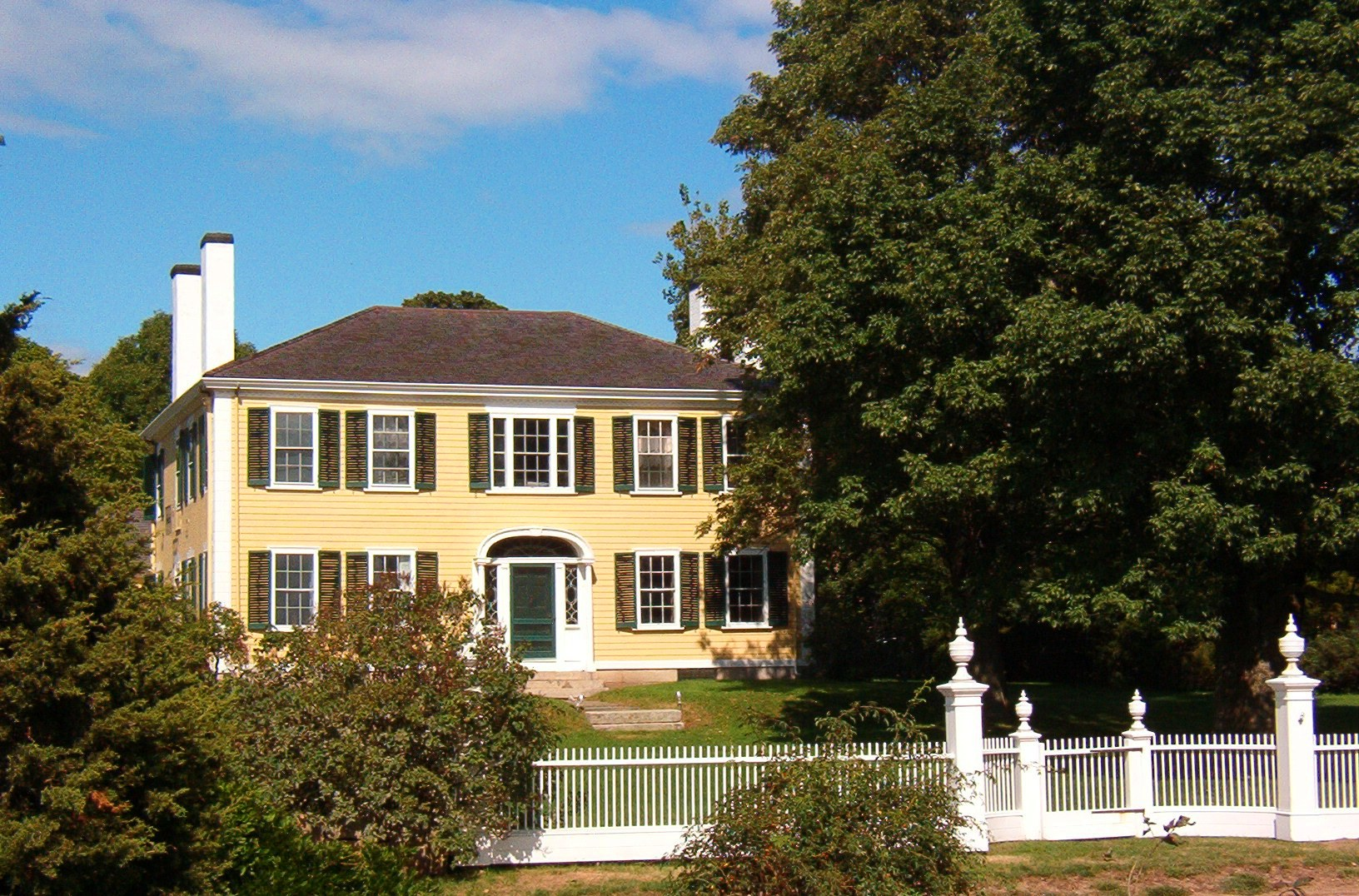
King Caesar House
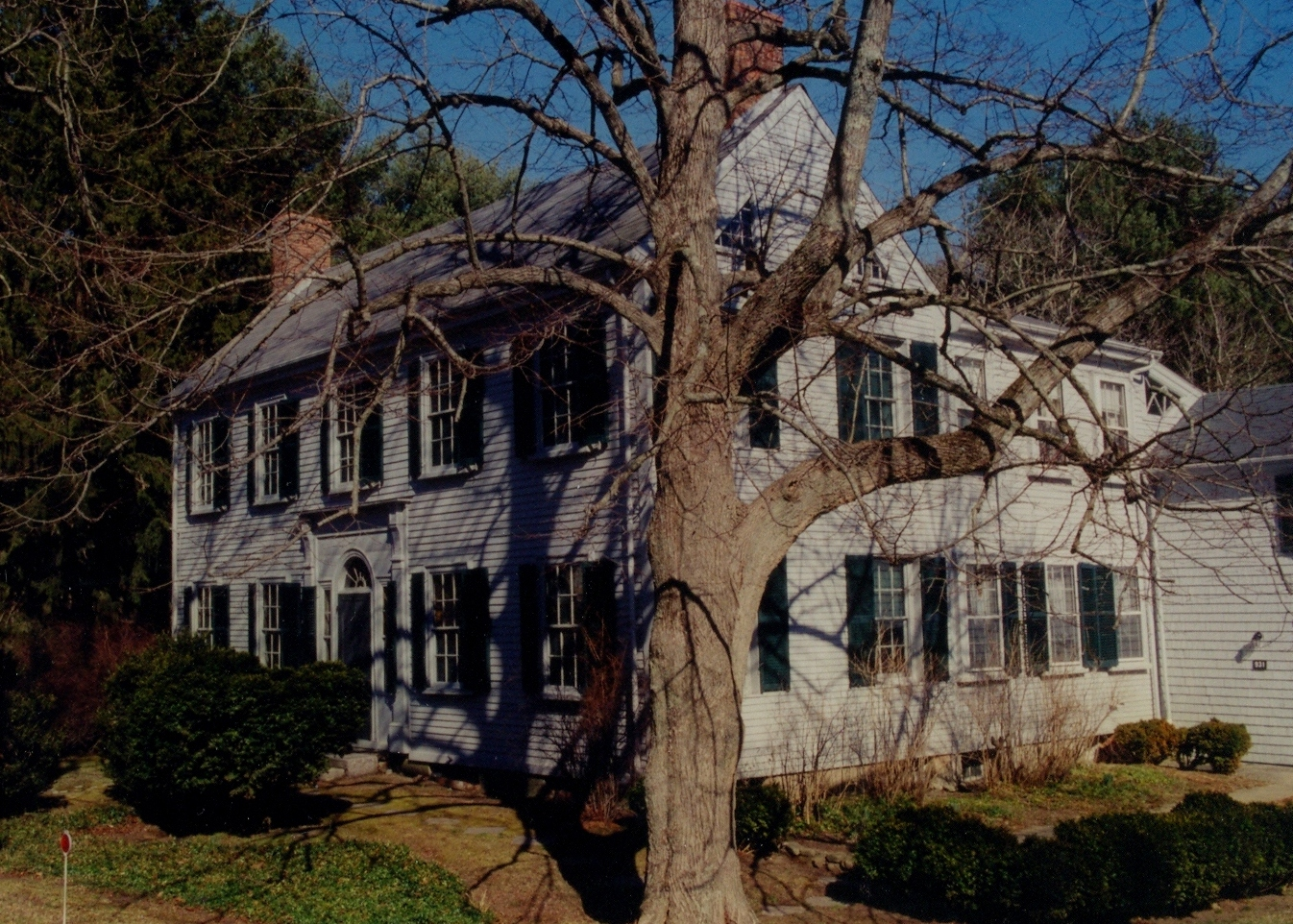
Capt. Gershom Bradford House
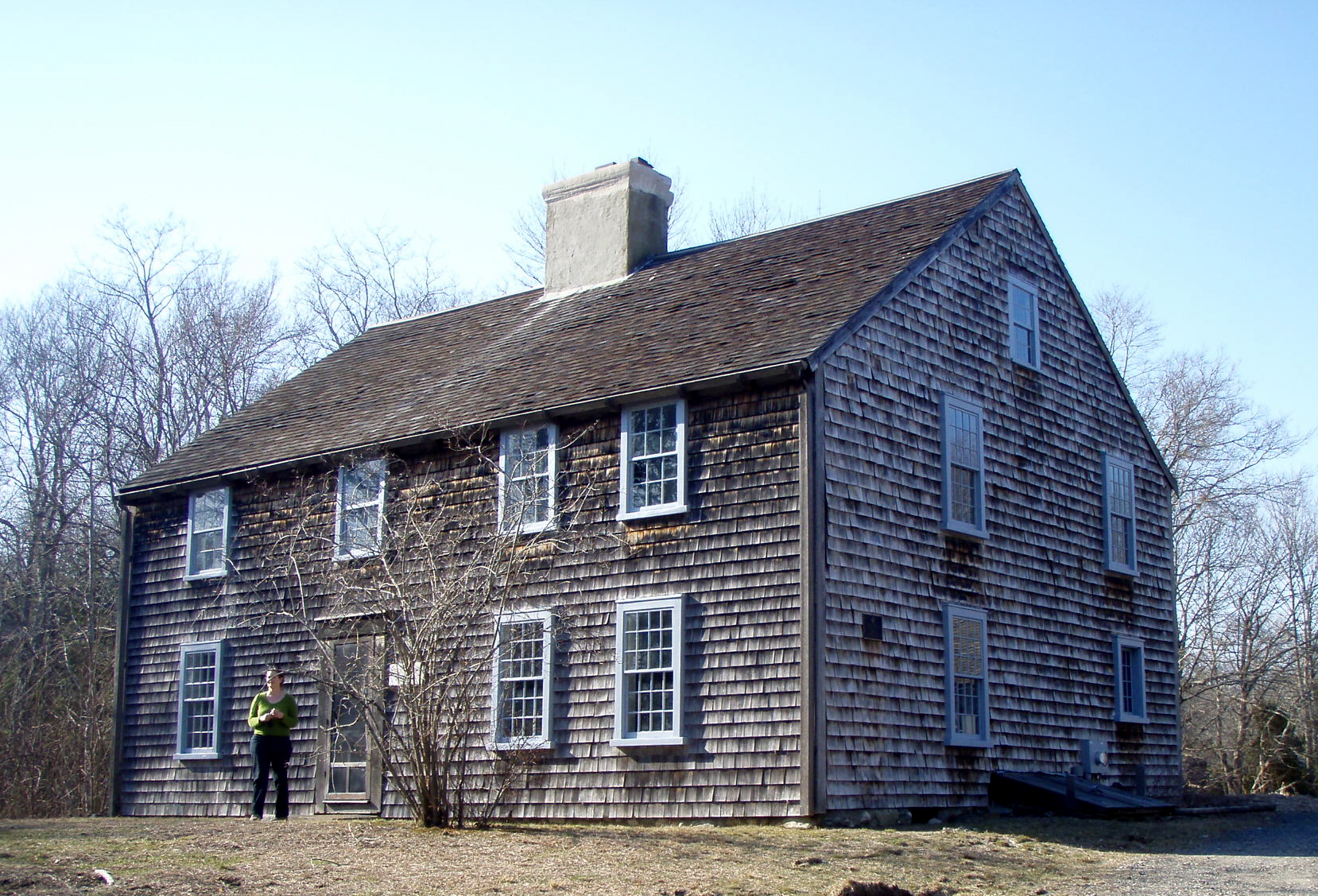
John and Priscilla Alden Family Sites
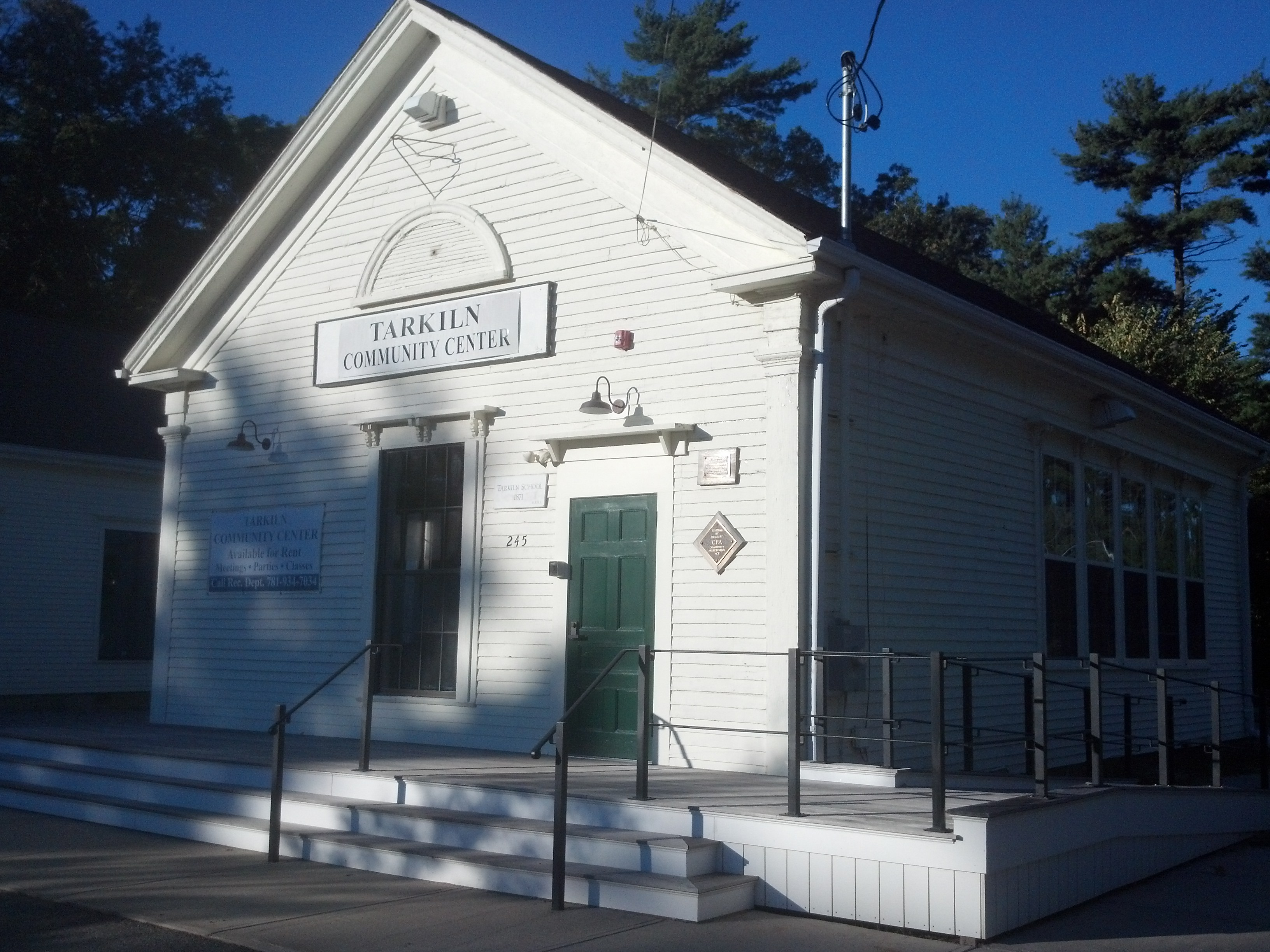
Tarkiln School
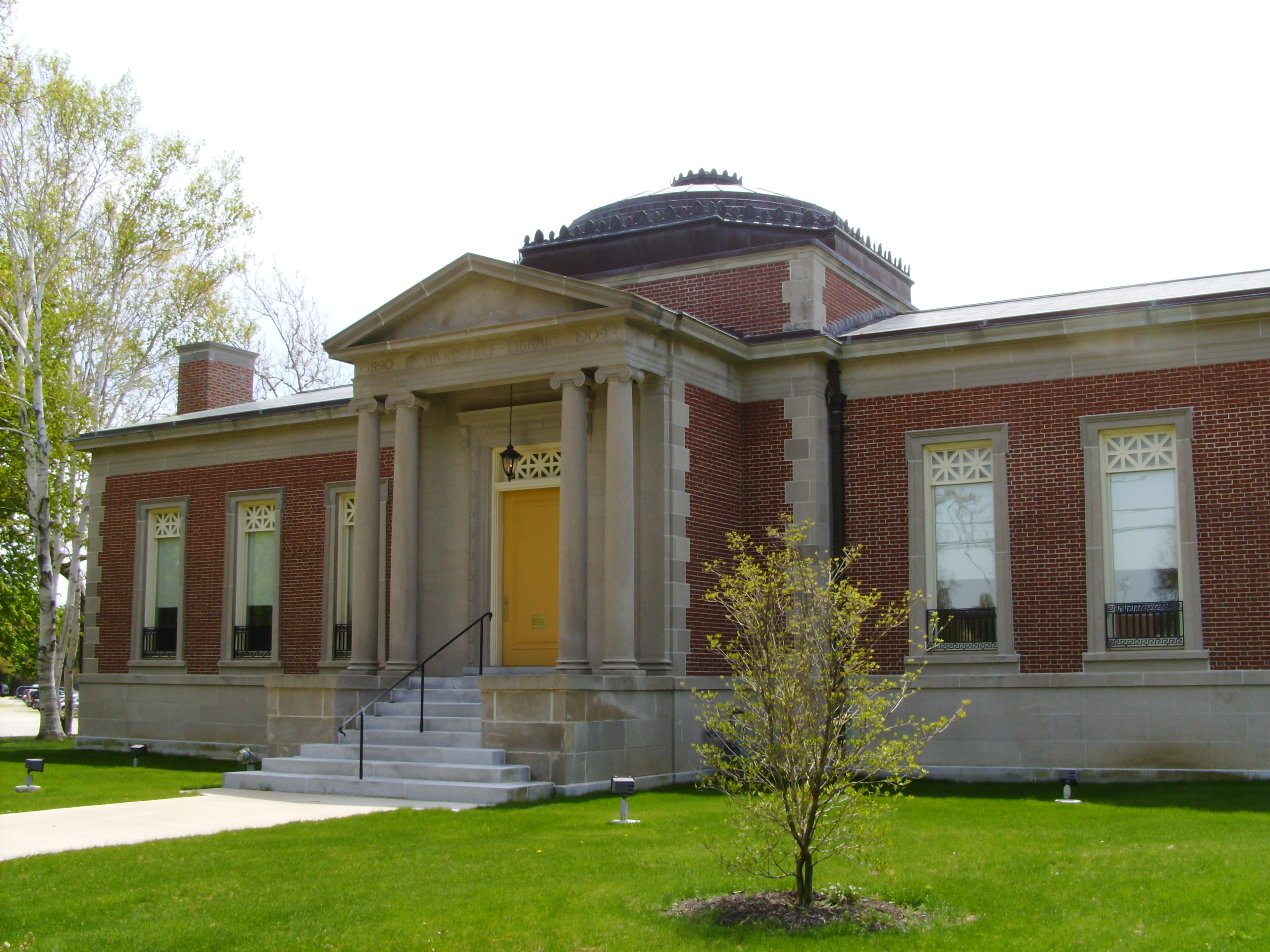
Wright Memorial Library

## Demografische Daten
Im Jahr 2010 wurde eine Einwohnerzahl von 15.059 Personen ermittelt, was einer Zunahme um 5,69 % gegenüber dem Jahr 2000 entspricht.

## Söhne und Töchter der Stadt
- Patrick Leahy, Eishockeyspieler
- Tim Leahy, Eishockeyspieler
- Mark Murphy, Eishockeyspieler
- George Partridge, Politiker
- Peleg Sprague, Politiker
- Charles Turner Jr., Politiker
- Peleg Wadsworth, Politiker